# Жолниренко, Аркадий Михайлович
Арка́дий Миха́йлович Жолнире́нко (25 января 1900, Симферополь — 30 июня 1979, Москва) — директор учебно-опытного хозяйства, Герой Социалистического Труда.

## Биография
Родился в г. Симферополь в семье рабочего. Получил образование 5 классов и стал работать в землеустроительной комиссии в Симферополе курьером, дослужился до делопроизводителя.
Отслужил в РККА с 1918 по 1922 год. После армии стал председателем реквизиционной комиссии в Евпаторийском уезде, затем работал председателем животноводческого товарищества. С 1930 по 1932 год работал в крымских совхозах, в совхозе в Московской области, с 1933 года в Омской области. С 1936 года работал в совхозе «Караваево» в Костромской области.
Участник Великой Отечественной войны, начальник военно-технического снабжения 1342-го стрелкового полка 234-й стрелковой дивизии. В составе данной дивизии участвовал во всех военных операциях, за что был награждён медалями и орденом Красной звезды:
- Медаль «За оборону Москвы» 1 мая 1944 года получил за участие в Московской битве.
- Медаль «За боевые заслуги» получил за бесперебойное обеспечение полка военно-техническими материалами в период наступательных боёв с 13 августа 1943 года[3].
- Орденом Красной Звезды награждён 27 сентября 1944 года за своевременное снабжение необходимыми материалами военных частей в течение трёхлетней службы, что обеспечивало успешное выполнение боевых задач[2].

После демобилизации вернулся в племзавод «Караваево» в Костромском районе Костромской области, где был назначен сначала директором с декабря 1948 года, а с апреля 1951 года директором учебно-опытного хозяйства при совхозе. Принимал участие во внедрении породы коров «Костромская». 30 апреля 1966 года за вклад в развитие сельскохозяйственных технологий был удостоен звания Героя Социалистического Труда с вручением Ордена Ленина и золотой медали «Серп и Молот».
На пенсии жил в Москве, где и умер 30 июня 1979 года.
С 2014 года одна из улиц города Кострома, проходящая параллельно набережной, носит название Аркадия Михайловича Жолниренко